# 亨利 (密蘇里州)
亨利（英語：Henley）是位於美國密蘇里州科爾縣的非建制地區。

## 歷史
亨利的郵局自1902年營運至今。

## 地理
亨利所處的海拔為高於海平面179米（即587英呎），而該地所採用的時區為UTC-6，即北美中部時區（CST）。同時該地設有夏令時間，為UTC-6調快一小時，即UTC-5（CDT）。